# Anaklét
Svatý Anaklét (Anacletus) je v tradici katolické církve považován za třetího římského biskupa, a tedy třetího papeže. Jeho pontifikát je datován do let 78/79–90/91. Vedou se spory, zda je totožný se svatým Klétem, zpravidla však jsou považováni svatý Klétus a svatý Anaklétus za tutéž osobu.

## Život
Narodil se v Římě a na biskupa byl vysvěcen svatým Petrem. Kromě toho, že vynikal učeností a svatým životem, se o něm více neví. Je mu připisováno rozdělení Říma na 25 okresů. Poprvé ve svých dopisech použil formule: Salutem et benedictionem apostolicam – trvalé součásti papežských listů. Křesťanským duchovním nařídil nosit krátké vlasy. Tradice mučednické smrti sv. Anakléta je nepotvrzená. Jeho ostatky jsou uchovávány v chrámu sv. Lina ve Vatikánu.
Svátek je slaven 7. dubna.